# Bico do Papagaio
Bico do Papagaio is een van de acht microregio's van de Braziliaanse deelstaat Tocantins. Zij ligt in de mesoregio Ocidental do Tocantins en grenst aan de microregio's Araguaína, Imperatriz (MA), Porto Franco (MA), Marabá (PA) en Redenção (PA). De microregio heeft een oppervlakte van ca. 15.768 km². In 2006 werd het inwoneraantal geschat op 198.388.
Vijfentwintig gemeenten behoren tot deze microregio:
- Aguiarnópolis
- Ananás
- Angico
- Araguatins
- Augustinópolis
- Axixá do Tocantins
- Buriti do Tocantins
- Cachoeirinha
- Carrasco Bonito
- Darcinópolis
- Esperantina
- Itaguatins
- Luzinópolis
- Maurilândia do Tocantins
- Nazaré
- Palmeiras do Tocantins
- Praia Norte
- Riachinho
- Sampaio
- Santa Terezinha do Tocantins
- São Bento do Tocantins
- São Miguel do Tocantins
- São Sebastião do Tocantins
- Sítio Novo do Tocantins
- Tocantinópolis

Mesoregio's: Ocidental do Tocantins · Oriental do Tocantins

Microregio's: Araguaína · Bico do Papagaio · Dianópolis · Gurupi · Jalapão · Miracema do Tocantins · Porto Nacional · Rio Formoso